# Талызин, Степан Александрович
Степан Александрович Талызин (1765 — 1815) — генерал-майор, шеф Выборгского мушкетерского полка, участник Отечественной войны 1812 года. Младший брат генерала П. А. Талызина.

## Биография
Происходил из богатой дворянской фамилии, владевшей подмосковной усадьбой Денежниково. Сын одного из участников возведения на престол Екатерины II тайного советника, сенатора и камергера Александра Фёдоровича Талызина от брака с Марией Степановной Апраксиной. Внук генерал-фельдмаршала С. Ф. Апраксина, двоюродный брат князей Александра и Алексея Куракиных, генералов Фёдора и Александра Талызиных.
Образование получил в Штутгартской военной школе. 10 апреля 1775 года был записан сержантом в Измайловский полк. Явившись в полк, произведён 17 апреля 1784 года в прапорщики и далее последовательно получил чины подпоручика (16 июля 1785 года) и поручика (8 сентября 1787 года).
Принимал участие в русско-шведской войне, находился на гребной флотилии. За отличия произведён 30 декабря 1789 года в капитан-поручики, однако почти разу же был переведён подполковником в Белорусский егерский корпус, командуя 2-м батальоном которого принял участие в русско-турецкой войне. Находился в целом ряде сражений: 7 сентября 1789 года при реке Сальче, 12 сентября того же года при штурме Измаила и 4 ноября при занятии Бендер; в 1790 году был 6 декабря в ночной экспедиции под Измаилом, 8 декабря на гребной Дунайской флотилии, 11 декабря при штурме и взятии Измаила; в 1791 году с 17 мая по 12 августа в прикрытии батарей на острове Дуная.
25 марта 1791 года по представлению А. В. Суворова награждён орденом св. Георгия 4-й степени (№ 429 по кавалерскому списку Судравского и № 816 по списку Григоровича — Степанова)
За отличную храбрость, оказанную при штурме крепости Измаила, с истреблением бывшей там армии.
Вслед за тем Талызин находился в Польше и сражался с конфедератами в 1792 году и за отличие в боях под Дубенкой и Песочной был награждён золотым оружием с надписью «За храбрость».
Следующей кампанией Талызина был поход против Костюшки в 1794 году, причём здесь он отличился в делах 6 сентября в поражении конфедератов при Крупицах и 8 сентября под местечком Тарспольем. В том же году участвовал в штурме варшавского предместья Праги и был ранен картечью в плечо. За боевые отличия произведён 22 декабря в полковники с переводом на должность командира в Орловский пехотный полк, 11 августа 1797 года произведён в генерал-майоры с назначением 1 октября шефом Выборгского мушкетерского полка и на следующий год, 14 февраля, был назначен комендантом в Астрахань и шефом Астраханского гарнизонного полка (с 22 сентября 1798 года).
9 января 1799 года вышел в отставку, но 23 марта 1801 года вернулся в строй и 11 апреля занял должность шефа Павловского гренадерского полка. 2 мая 1802 года по болезни снова вышел в отставку. Довольно скоро прожил отцовское состояние, а его огромный дом на Воздвиженке продал саратовским купцам Устиновым.
По образовании в 1807 году земского войска, Талызин 25 января возглавил таковое от Коломенского уезда Московской губернии.
С началом Отечественной войны 1812 года Талызин организовал и 20 июля возглавил земское ополчение Коломенского и Зарайского уездов и принимал непосредственное участие в изгнании французов за пределы России, особо отличился в сражениях под Тарутиным, Малоярославцем, Вязьмой и Красным.
В Заграничном походе участвовал в сражениях под Калишем, Люценом, Бауценом и Кацбахом, в Битве народов под Лейпцигом командовал 2-й бригадой 8-й пехотной дивизии и был контужен картечью в правое бедро. 29 октября 1813 года был награждён золотым оружием с алмазными украшениями и надписью «За храбрость». В кампании 1814 года сражался под Бриенном и Ла-Ротьером, где получил тяжелое ранение от осколков гранаты в грудь и правое плечо.
Среди прочих наград за отличия против Наполеона Талызин имел ордена св. Анны 1-й степени и св. Владимира 3-й степени.
1 сентября 1814 года из-за многочисленных ранений окончательно вышел в отставку. Человек очень богатый, владелец почти 4 000 душ, Талызин был нерасчетливый и плохой хозяин; он построил заводы сахарный и винокуренный в Денежникове, но все его коммерческие затеи обыкновенно кончались полной неудачей. Он любил хорошо и широко жить, имел свой крепостной оркестр музыки и в результате оставил сыну крупные долги.
Скончался 15 апреля 1815 года в Москве. Похоронен в Борисоглебском монастыре в Дмитрове Московской губернии.

## Семья
Степан Александрович Талызин был трижды женат.
1. с июля 1793 года Магдалена Петровна Рожицкая (ум.1796), полька, венчание состоялось в Варшаве. Брак был недолгий, но самый счастливый, погребена в Луцке, в склепе кафедрального костела.
  - Александр Степанович (1795—1858), крестник Суворова, в 1812 году поступил в московское ополчение и за отличие при Бородине пожалован в прапорщики, участвовал в кампаниях 1812—1813 годов; ротмистр, полковник; переведен на гражданскую службу с чином действительного статского советника, позднее камергер. С 1824 года был женат на внучке Суворова, графине Ольге Николаевне Зубовой (1803—1882), дочери известной Суворочки; имели пять дочерей (в том числе Марию) и четырёх сыновей (в том числе Аркадия).
2. с января 1797 года Анна Александровна Витушинская (ум. 20.02.1799)
  - Мария Степановна (17.09.1798—5.03.1799)
3. с января 1800 года княжна Мария Васильевна Голицына (1762—1854), дочь гвардии-поручика князя Василия Михайловича Голицына и Марии Алексеевны Татищевой. Брак не был счастливым, супруги тяготились друг другом, разъезжались, съезжались, но большею частью жили отдельно. Талызин жаловался на неуживчивый и строптивый характер жены, на её ревность, на что она имела полное основание. Муж имел сторонние привязанности и троих воспитанников: Василия и Анну Гурьяновых и Ивана Степановича Витт. Овдовев, постоянно проживала в Москве, в своём доме в Денежном переулке; отличалась добротой и широкой благотворительностью, завещала всё своё недвижимое имение и капитал на училище для девиц, позднее Мариинское женское училище Дамского попечительства о бедных в Москве, созданное Ольгой Николаевной Зубовой.
  - Василий Степанович (ум. в млад.)
  - Мария Степановна (6.05.1808—29.05.1821)

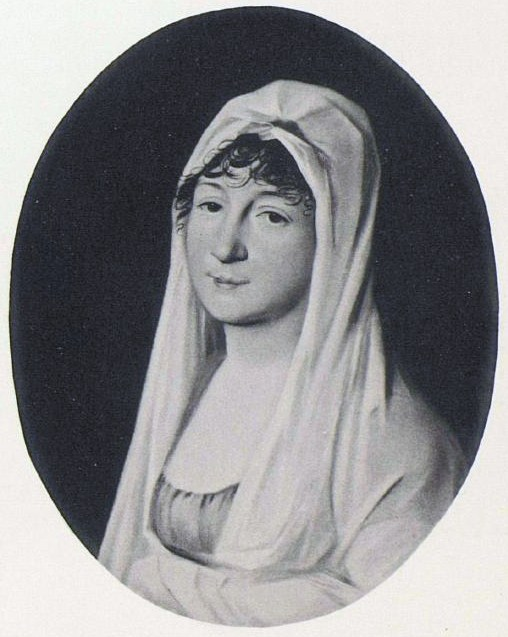
Мария Васильевна, 3-я жена
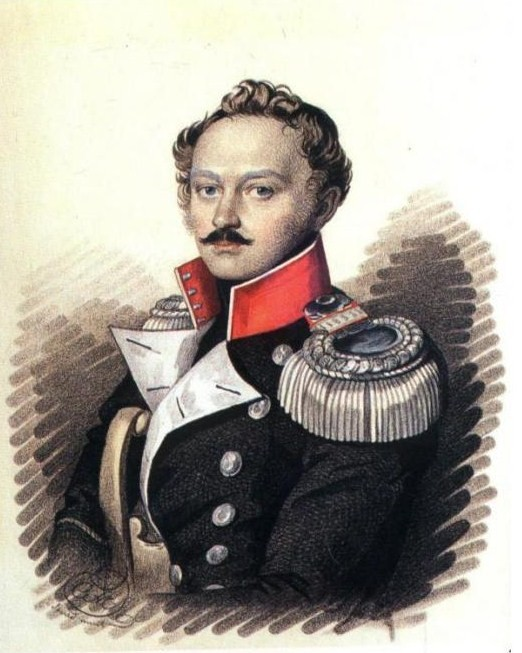
Александр Степанович, сын
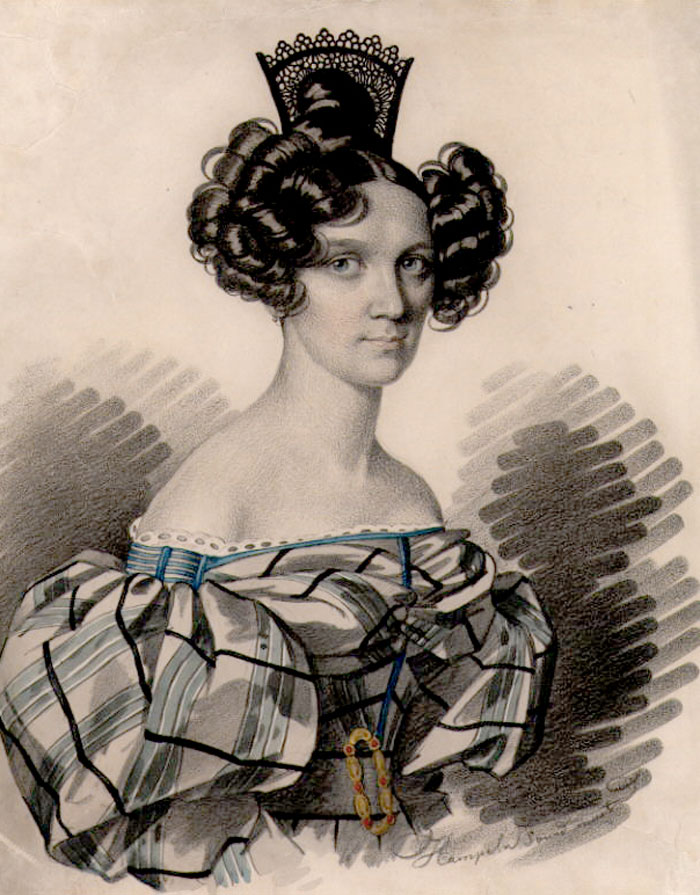
Ольга Николаевна, невестка